# Madame Bovary (film, 1934)
Pour les articles homonymes, voir Madame Bovary (homonymie).
Pour plus de détails, voir Fiche technique et Distribution.
Madame Bovary est un film français réalisé par Jean Renoir, sorti en 1934, adapté du roman éponyme de Gustave Flaubert. Ce film est à présent au catalogue de la Gaumont. 

## Synopsis
Les amours adultères de la belle Emma Bovary, fatiguée de son terne mariage, se terminent dans la ruine et la mort.

## Fiche technique
- Réalisation : Jean Renoir
- Scénario : Jean Renoir, Anne Mauclair, Carl Koch, d'après le roman de Gustave Flaubert
- Photographie : Jean Bachelet
- Cadreur : Alphonse Gibory, assisté de Claude Renoir
- Décors : Robert Gys, Eugène Lourié, Georges Wakhévitch
- Costumes : Lazare Medgyès ; robes de Valentine Tessier : Mme Cassegrain
- Son : Marcel Courmes, Joseph de Bretagne
- Musique : Darius Milhaud, Le Printemps dans la plaine, orgue de barbarie, et extraits de Lucia di Lammermoor de Donizetti
- Assistants réalisateur : Pierre Desouches, Roland Stragliati, Jacques Becker
- Montage : Marguerite Renoir
- Production : Gaston Gallimard
- Société de production : N.S.F Nouvelle Société de Films
- Société de distribution : Télédis
- Pays d'origine :  France
- Tournage : automne 1933, studios de Billancourt ; extérieurs en Normandie, Rouen, Ry, Lyons-la-Forêt et environs
- Format : Noir et blanc - 35 mm - 1,37:1 - Son Western Electric Sound System
- Genre : Drame
- Durée : 120 min
- France, 4 janvier 1934 au cinéma Ciné-Opéra, Paris
- Affiche : Roland Coudon (France)

## Distribution
- Valentine Tessier : Emma Bovary, la femme de Charles
- Pierre Renoir : Charles Bovary
- Alice Tissot : Madame Bovary, la mère de Charles
- Héléna Manson : Héloïse, la première Mme Bovary
- Max Dearly : M. Homais, le pharmacien
- Daniel Lecourtois : Léon Dupuis
- Fernand Fabre : Rodolphe Boulanger
- Léon Larive : le préfet aux comices
- Pierre Larquey : Hippolyte Tautain, le pied-bot
- Louis Florencie : l'abbé Bournisien
- Robert Le Vigan : M. Lheureux, le marchand d'étoffes
- Romain Bouquet : Maître Guillaumin, le notaire
- Georges Cahuzac : le père Rouault
- Allain Dhurtal : le docteur Larivière
- André Fouché : Justin, le potard
- Georges Deneubourg : le marquis de La Vaubyessard
- Edmond Beauchamp : Binet
- Henri Vilbert : le docteur Canivet
- Robert Moor : l'huissier
- Marthe Mellot : la vieille Nicaise
- Monette Dinay : Félicité
- Maryanne : Mme Homais
- René Blech : le cocher de fiacre
- Odette d'Inès : Mlle Musette
- Christiane Dor : Mme Lefrançois, la patronne du Lion d'Or
- Paulette Élambert : la petite Berthe Bovary
- Albert Malbert
- Marguerite de Morlaye
- Jean Gehret
- Jacques Beauvais
- Max Tréjean
- Marie-Jacqueline Chantal

## Autour du film
Renoir confia à  Glauber Rocha : 

« Lorsque j'ai filmé Madame Bovary, tout le monde venait me demander quelle était ma vision dramatique d'Emma. Certains critiques ont raconté que je m'étais intéressé au paysage provincial pour avoir l'occasion de reproduire au cinéma des tableaux de mon père. Ils se trompaient tous. Vous savez pourquoi j'ai accepté de faire le film : parce que dans une des scènes, un médecin, interprété par mon frère, amputait une jambe avec les méthodes rustiques du passé. »

Lors d'une interview le 12 août 1962[réf. souhaitée], Jean Renoir mentionne qu'à l'origine sa durée était de trois heures, le film comprenait des scènes dont il était fier. Le long métrage a été coupé et ramené à 2 heures.